# Mordechai Ish-Shalom
Pour les articles homonymes, voir Shalom.
Mordechai Ish-Shalom (hébreu : מרדכי איש-שלום) est un syndicaliste et homme politique israélien né le 2 janvier 1902 et mort le 21 février 1991 à Jérusalem. Ish-Shalom est maire de Jérusalem ouest de 1959 à 1965.

## Biographie
Mordechai Friedman (hébreu : מרדכי פרידמן) est né en Lituanie (alors en Russie impériale). Il fait son aliyah en Palestine mandataire en 1923 et change son nom en Ish-Shalom, exacte traduction hébraïque de son patronyme originel signifiant Homme de paix. Il exerce le métier de tailleur de pierre. Il commence sa carrière de syndicaliste en 1935 dans le syndicat des tailleurs de pierre. Ish-Shalom progresse peu à peu dans la hiérarchie de la centrale syndicale Histadrout.
Ish-Shalom est élu maire de Jérusalem ouest en novembre 1959 avec l'étiquette du Mapaï. Il prend la suite de Gershon Agron.
Ish-Shalom meurt à Jérusalem le 21 février 1991. Il est enterré dans le cimetière Har Hamenouhot.